# Константін Діма
Константін Діма (рум. Constantin Dima, нар. 21 липня 1999, Бухарест) — румунський футболіст, центральний захисник.

## Клубна кар'єра
Народився 21 липня 1999 року в місті Бухарест. Вихованець футбольної школи клубу «Динамо» (Бухарест). Так і не пробившись дол першої команди Діма здавався в оренду до клубів «Металул» (Решица) та «Сепсі ОСК» і у складі останнього 21 серпня 2017 року він дебютував у вищому дивізіоні в матчі проти рідного «Динамо» (0:1), а загалом зіграв у 24 іграх чемпіонату.
Влітку 2018 року у статусі вільного агента перейшов у «Вііторул», але і тут закріпитись не зумів, зігравши до кінця року лише один матч у Кубку Румунії, після чого перейшов у «Астру» (Джурджу) на початку 2019 року, у складі якої став фіналістом Кубка Румунії 2018/19.
У січні 2021 року перейшов в український клуб «Десна» (Чернігів). Сума трансферу склала 100 000 євро з умовою виплати 20% від суми наступного продажу. Незначна вартість трансферу гравця пов'язана з тим, що існував ризик його відходу в статусі вільного агента через заборгованість по зарплаті.

## Виступи за збірні
19 серпня 2014 року дебютував у складі юнацької збірної Румунії (U-16) в товариській грі проти однолітків з Росії (3:0), в якій відзначився голом. Загалом на юнацькому рівні взяв участь у 15 іграх.
10 вересня 2019 року дебютував за молодіжну збірну Румунії в матчі кваліфікації на молодіжна Євро проти Данії (1:2)